# یوتالاند
یوتالاند (به سوئدی: Götaland) (سوئدی: [ˈjø:taland] ()) که گوتیا، گوتلاند، گوتنلاند، گوئتلاند یا گیتلاند نیز نامیده می‌شود، یکی از ۳ سرزمین سوئد است که۱۰ استان در آن جای گرفته‌اند. از نظر جغرافیایی، این سرزمین در جنوب کشور سوئد قرار دارد و از شمال با سویالاند هم‌مرز است که جنگل‌های عمیق تیوِدِن، تیلوسکوگ و کولماردِن آخرین نقاط مرزی بین این سرزمین‌هاست.
یوتالاند در سدهٔ چهاردهم میلادی در دورهٔ ماگنوس چهارم دماغهٔ جنوبی اسکاندیناوی را شامل شد، پیش از آن قسمت جنوبی اسکاندیناوی را اسکونه می‌نامیدند. جنگل‌های انبوه بین یوتالاند تاریخی و اسکونه، خط تقسیم سنتی بین این دو را تشکیل می‌داده‌است.

## ریشه‌شناسی

نشان رسمی تاریخی یوتالاند.

قدیمی‌ترین اشارهٔ ممکن دربارهٔ یوتالاند، گوتار (götar) است که بطلمیوس (سدهٔ دوم میلادی) آن را ذکر کرده‌است. بعدها در حماسهٔ بیوولف (سدهٔ ۸–۱۱ میلادی) از گئاتاس (Géatas) نام برده شده‌است. منابع نروژی و ایسلندی برخی اوقات از گائوتار (Gautar) فقط برای نامیدن مردمان وسترگوتلاند استفاده می‌کردند، اما بعضی اوقات این واژه، اصطلاحی نژادی برای اوستریوتلاند و وستریوتلاند بود. وسترگوتلاند در منابع قرون میانهٔ نروژی و ایسلندی، تحت عنوان گوتلاند (Götland-Gautland) بکار رفته‌است. نام یوتالاند (Götaland) در سدهٔ پانزدهم میلادی جایگزین شکل قدیمی‌تر آن، 'یوتلاند (Götland) شد.

## استان‌ها و شهرستان‌ها
امروزه، یوتالاند کارکرد رسمی در تقسیمات اداری کشور سوئد ندارد و بنابر این، یک نهاد غیررسمی است اما عموماً یکی از سه سرزمین سوئد در نظر گرفته می‌شود. در محدودهٔ یوتالاند، ۱۰ استان قرار دارند:
- بلکینگه
- بوهوسلن
- دالسلاند
- گوتلاند
- هاللاند
- اسکونه
- اسملاند
- وستریوتلاند
- اولاند
- اوستریوتلاند

از مهم‌ترین شهرستان‌های این سرزمین نیز می‌توان به شهرستان بلکینگه، شهرستان گوتلاند، شهرستان هاللاند، شهرستان یونشوپینگ، شهرستان کالمار، شهرستان کرونوبری، شهرستان اوستریوتلاند، شهرستان اسکونه و شهرستان وسترا یوتلاند اشاره کرد.

## نگارخانهٔ نقشه‌ها

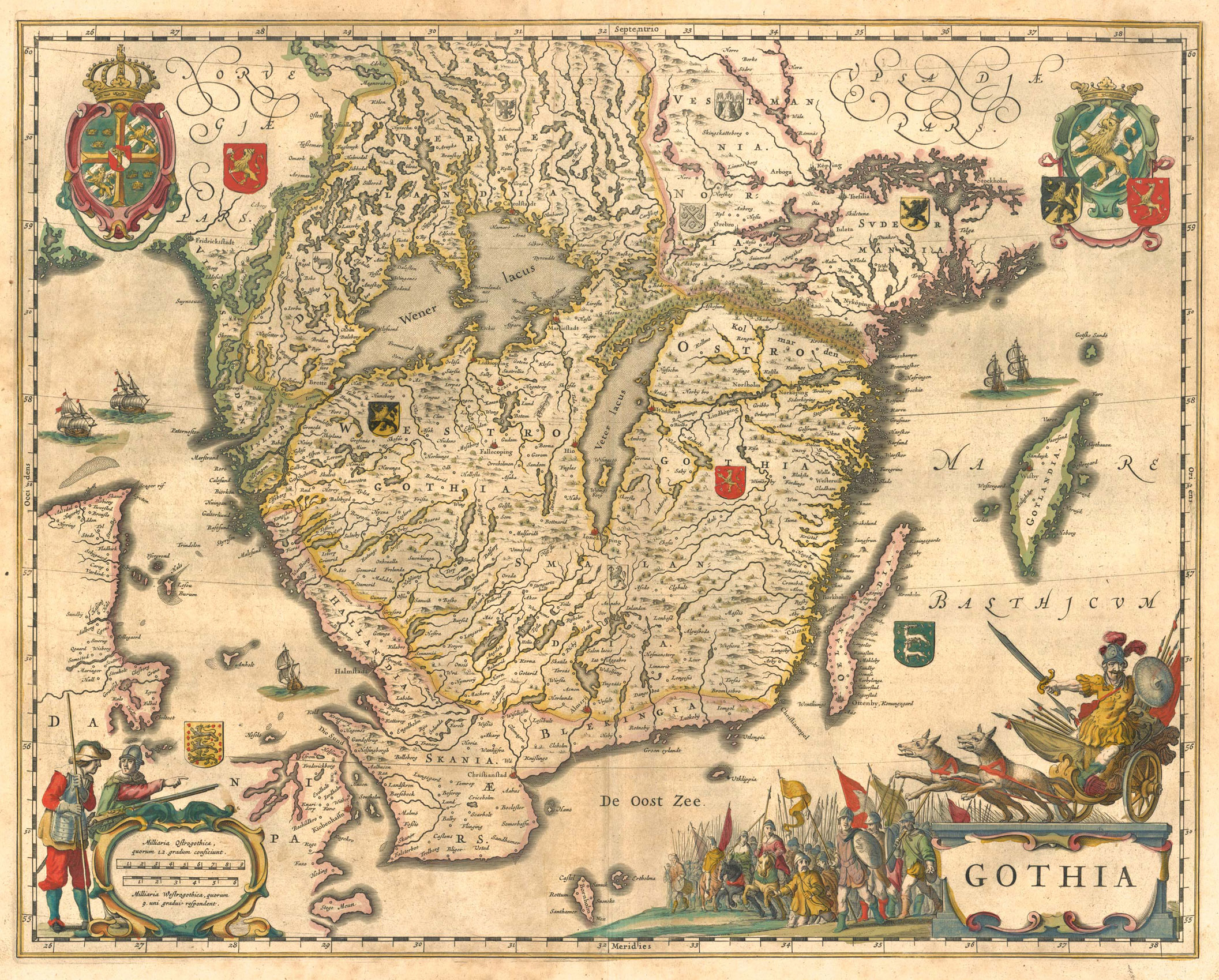
گوتیا،  سوئد،  در سال ۱۶۳۵ (زرد)، مرزهای دانمارکی اسکونه‌لاند به جنوب و جنوب‌غربی (قرمز)، و نروژ به غرب (سبز).گوتیا،  سوئد،  در سال ۱۶۳۵ (زرد)، مرزهای دانمارکی اسکونه‌لاند به جنوب و جنوب‌غربی (قرمز)، و نروژ به غرب (سبز).
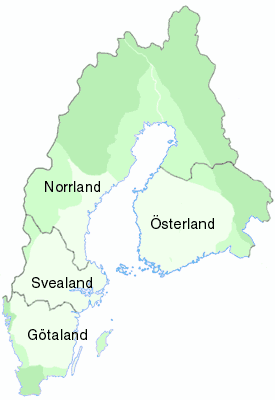
نقشهٔ سه سرزمین تاریخی سوئد، استان پیشین سوئد، اوسترلند در فنلاند،  و سرزمین تاریخی پیشین دانمارک (اسکونه‌لاند) در سوئد جنوبی.